# うたなび!
うたなび!は、2008年4月第2週より2024年3月まで放送されていた、TBSグループの音楽出版社である日音制作の音楽番組。

## 概要
ナビゲーター（司会者）や一部コーナーの内容を変更の上、『うたナビ21』の内容を一部引き継いで放送していた。
山野楽器銀座本店7階のイベントスペースJamSpotで収録。放送500回を突破した。
2019年4月から、MCは上々軍団と岩佐美咲が務めていた。
2024年3月いっぱいを以て終了。後番組は『うたなびMAX!!』。

## 出演者

### 現在

#### MC
- 上々軍団（ナビゲーター、2019年4月 - 、以前は準レギュラーとして出演）
- 岩佐美咲（アシスタント）
- 南千紗登（アイドルカレッジのリーダー、アシスタント、2017年4月 - ）

#### レギュラー
- BEYOOOOONDS（マンスリーソング紹介 → BEYOOOOONDSの「ビヨなびステーション」[2]、2020年6月 - ）

#### 準レギュラー
- SEX MACHINEGUNS（SEX MACHINEGUNS メタリックライフ、月1回）
- 松原健之（こぶしdePR、月1回、2018年5月 - ）
- 松阪ゆうき（うたなび!×花やしき MUSIC STUDIO、不定期、2017年7月 - ）
- 宮崎由加（宮崎由加のなびから始まるストーリー、月1回、2020年7月 - ）

### 過去

#### レギュラー
- マックン（パックンマックン、ナビゲーター、2008年4月 - 2019年3月）
- 深谷愛（アシスタント、2008年4月 - 2009年6月）
- 岡田唯（元美勇伝、アシスタント、2009年7月 - 2010年6月）
- Sherry（アシスタント、メンバーが月替わりで登場、2010年7月からはこぶしdePRでのインタビュー兼務）
- バニラビーンズ（アシスタント、レナとリサが月替わりで交互に出演、2013年4月 - 2017年3月）
- 稲場愛香（カントリー・ガールズ、まなかんミュージック、2015年8月 - 2016年6月）
- こぶしファクトリー（こぶしファクトリーのドスコイ定期便 → こぶしファクトリーのなびノリア♪、2016年10月 - 2020年3月）

#### 準レギュラー
- 里アンナ（さとなび!担当、月1回、2008年12月まで）
- キャナァーリ倶楽部（キャナァーリ Happy Time担当、2008年10月 - 2010年9月）
- 稼木美優（オトノバ、不定期担当、2011年3月まで）
- Chika（オトノバ、不定期担当、2011年3月まで）
- 西田あい（きばって!TRY、月1回、2011年4月 - 9月）
- フェアリーズ（Fairies Park、2011年10月 - 2012年3月）
- ANCHANG（SEX MACHINEGUNSのリーダー、ANCHANG的蛇滅多論、2012年3月まで）
- 反畑誠一（反畑誠一のエンタ目!担当、放送開始時の2008年4月 - 2012年3月）
- つりビット（FISH ON! つりビット、2013年5月 - 2016年9月）
- 山口ひろみ（こぶしdePR、月1回、2016年4月 - 2017年3月）
- 三丘翔太（こぶしdePR、月1回、2017年4月 - 2018年4月）
- ゆうぞう（マンスリーサウンドポート、月1回、2016年5月 - 2017年3月）
- 永井佑一郎（マンスリーサウンドポート、月1回、2017年6月 - ?）
- アナログタロウ（マンスリーサウンドポート、月1回、2017年9月ほか）

## 主なコーナー

### 現在
- ゲストコーナー
- うたなび!ピックアップ
- 山野楽器おすすめCD（2008年4月 - 9月、2010年10月 - ）
- こぶしdePR（テイチクエンタテインメント所属歌手による新曲宣伝とプレゼントクイズ、月1回）
- SEX MACHINEGUNS メタリックライフ（SEX MACHINEGUNSによるコーナー、不定期でオラキオ出演、月1回）
- うたなび!×花やしき MUSIC STUDIO（不定期、2017年7月 - ）
- BEYOOOOONDSの「ビヨなびステーション」（2020年6月 - ）
- 宮崎由加のなびから始まるストーリー（2020年7月 - ）

### 過去
- 激写!マックン（ゲストの写真を視聴者へプレゼントするコーナー、プレゼント自体は継続）
- さとなび!（月1回、2008年12月まで）
- 声母稼木美優のみゆたび（月1回程度、2011年3月まで）
- キャナァーリ Happy Time（山野楽器おススメ作品を紹介するコーナー、2008年10月 - 2010年9月）
- きばって!TRY（2011年4月に始まった、西田あいが体当たりで挑戦するコーナー、月1回）
- オトノバ（2011年4月に始まった、川崎アゼリアの紹介や当所で実施されているオトノハライブを紹介するコーナー、2011年10月からは月1回だったが、川崎アゼリアが開催していたオトノハライブ企画自体の2012年3月限りでの終了によりコーナーも終了）
- Fairies Park（2011年10月 - 2012年3月）
- ANCHANG的蛇滅多論（2012年3月まで）
- 反畑誠一のエンタ目!（放送開始時の2008年4月 - 2012年3月）
- まなかんミュージック（カントリー・ガールズの稲場愛香によるコーナー、2015年8月 - 2016年6月）
- FISH ON! つりビット（月1回、2013年5月 - 2016年9月）
- 富澤一誠のミュージック・レスキュー（月1回、2017年3月まで）
- はやぶさ試練道（月1回）
- マンスリーサウンドポート（月1回、2018年2月まで）
- うたなび!プレシャスタイム（MC：南千紗登、2017年7月 - 2018年3月）
- こぶしファクトリーのドスコイ定期便（こぶしファクトリーによるコーナー、毎週2人ずつ出演、2017年12月以降は全員出演・マックンも共演、2016年10月 - 2018年3月）
- こぶしファクトリーのなびノリア♪（こぶしファクトリーによるコーナー、2018年4月 - 2020年3月）
- マンスリーソング紹介[3]（BEYOOOOONDSメンバーによるマンスリーソングの紹介コーナー、2019年8月 - 2020年3月）
- ビヨーンズの新コーナー(仮)5月に決定!（2020年4月）

## ネット局
| 放送対象地域 | 放送局                 | 放送局                 | 系列           | 放送時間                             | 脚注   |
| ------------ | ---------------------- | ---------------------- | -------------- | ------------------------------------ | ------ |
| 北海道       | 北海道文化放送         | UHB                    | フジテレビ系列 | 日曜 02:55 - 03:25（土曜深夜）       | [ 4 ]  |
| 栃木県       | とちぎテレビ           | GYT                    | 独立局         | 水曜 07:30 - 08:00                   | [ 5 ]  |
| 群馬県       | 群馬テレビ             | GTV                    | 独立局         | 水曜 09:00 - 09:30                   | [ 6 ]  |
| 群馬県       | 群馬テレビ             | GTV                    | 独立局         | 木曜 16:00 - 16:30（再）             | [ 6 ]  |
| 東京都       | TOKYO MX1              | MX                     | 独立局         | 金曜 04:00 - 04:30（木曜深夜）       | [ 7 ]  |
| 岐阜県       | 岐阜放送               | GBS                    | 独立局         | 火曜 08時:30分 - 09時:00分           | [ 8 ]  |
| 岐阜県       | 岐阜放送               | GBS                    | 独立局         | 金曜 03:45 - 04:15（木曜深夜）（再） | [ 8 ]  |
| 新潟県       | 新潟放送               | BSN                    | TBS系列        | 月曜 02:25 - 02:55（日曜深夜）       | [ 9 ]  |
| 富山県       | チューリップテレビ     | TUT                    | TBS系列        | 金曜 01:07 - 01:37（木曜深夜）       | [ 10 ] |
| 石川県       | 北陸放送               | MRO                    | TBS系列        | 日曜 01:58 - 02:28（土曜深夜）       | [ 12 ] |
| 中京広域圏   | CBCテレビ              | CBC                    | TBS系列        | 日曜 04:30 - 05:00                   |        |
| 京都府       | KBS京都                | KBS                    | 独立局         | 水曜 08:00 - 08:29                   | [ 13 ] |
| 奈良県       | 奈良テレビ             | TVN                    | 独立局         | 木曜 01:00 - 01:30（水曜深夜）       | [ 14 ] |
| 和歌山県     | テレビ和歌山           | WTV                    | 独立局         | 水曜 09:00 - 09:30                   | [ 15 ] |
| 鹿児島県     | 南日本放送             | MBC                    | TBS系列        | 木曜 01:35 - 02:05（水曜深夜）       | [ 16 ] |
| 過去         |                        |                        |                |                                      |        |
| 宮城県       | 東日本放送             | KHB                    | テレビ朝日系列 | 月曜 02:10 - 02:40（日曜深夜）       | [ 17 ] |
| 広島県       | テレビ新広島           | tss                    | フジテレビ系列 | 日曜 05:30 - 06:00                   |        |
| 全国         | 歌謡ポップスチャンネル | 歌謡ポップスチャンネル | CS放送         | 土曜 16:00 - 16:30 ほか              | [ 18 ] |
| 全国         | BS12 トゥエルビ        | BS12 トゥエルビ        | BS放送         | 金曜 02:30 - 03:00（木曜深夜）       | [ 19 ] |

- 2023年7月現在。
- 放送時間はあくまでも原則で、特番などで移動・休止になることがある。